# ستيف هوفمان (سياسي)
ستيف هوفمان هو سياسي أمريكي، ولد في 14 نوفمبر 1964. نشط حزبياً في الحزب الجمهوري. وقد انتخب عضو مجلس نواب أوهايو ‏.

## وصلات خارجية
- الموقع الرسمي